# リウォンデ
リウォンデ（Liwonde）は、マラウイ南部州マチンガ県の都市である。

## 地理
この都市は、ゾンバとリロングウェを結ぶシーレ川沿いの幹線道路上に位置しており、バラカ県、マンゴチ県、マチンガ県、ゾンバ県の四つの県へ行き来する上での交通の中心地である。また、2本の幹線道路とモザンビークへ向かうマラウイ鉄道を結ぶ物流の要所でもある。
なお、国際的にはリウォンデ国立公園から近いことで有名であり、同園を観光する上での準備を行える町として観光客に重宝されている。この町からリウォンデ国立公園へ向かう方法は2通りあり、1つはボートを利用してシーレ川経由で入園する方法（一年中利用可能）、もう一方は車で園の南口から入場する方法である。

## インフラと市場
この都市は2002年に、水、電気、固定電話のほか、携帯電話のサービスエリア化などの基本サービスが整備されたものの、現在でもこれらのインフラストラクチャー供給は時々不安定になる。なお、市内には病院や給油所も存在する。
市場では様々な商品が扱われている。食品では、トウモロコシの粉、トマト、たまねぎ、キャベツ、バナナ、カボチャの葉、セイヨウアブラナの葉、キャッサバ、サツマイモ、ジャガイモ、コメ、インゲンマメ、ヤギ肉、卵のほか、旬の果物などが扱われている。また、ソラマメやナス、オクラ、サトウキビなども時折販売される。

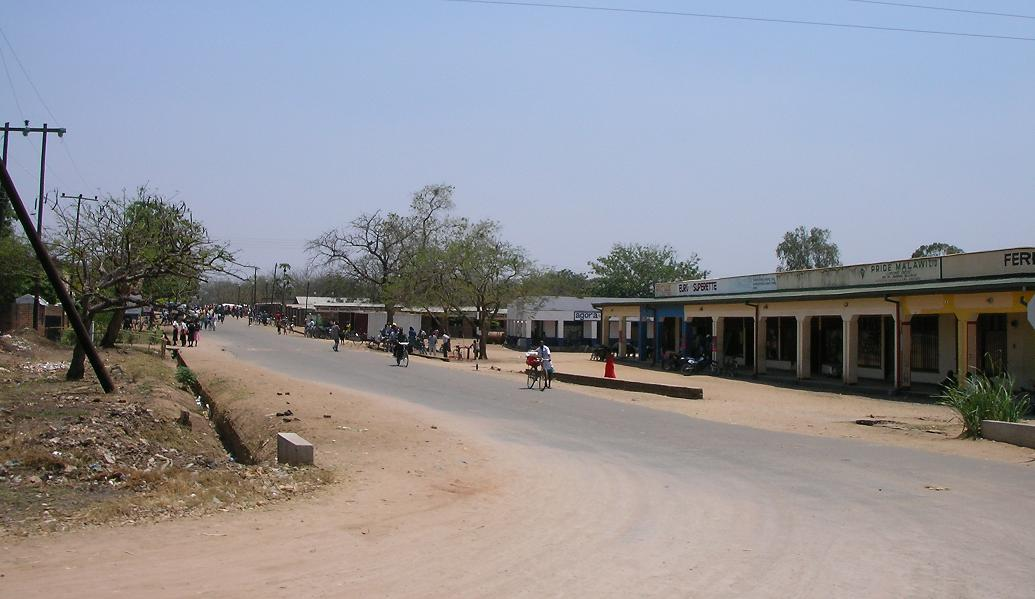
リウォンデの町の南東部地域

## 気候
この都市は暑いことで有名である。ゾンバ方面からこの地域へ車で訪れると、谷のほうから来る熱気と湿気をはっきりと体感できる。また、都市内にはバオバブの木や火焔樹が多く生えている。人工建造物では、レンガ造りの壁や薄鋼板で作られた住居が見られる。
この町で見られる外国人は、大半がリロングウェかゾンバへ移動する途中か、リウォンデ国立公園に来た観光客である。なお、一部の観光客の間には滞在地として高く評価する者もいる。

## 人口統計
| 年   | 人口  |
| ---- | ----- |
| 1987 | 8694  |
| 1998 | 15698 |
| 2008 | 29489 |